# Pont du Lac Dongting
Le pont du Lac Dongting (chinois simplifié : 岳阳洞庭湖大桥 ; chinois traditionnel : 岳陽洞庭湖大橋 ; pinyin : Yuèyáng Dòngtíng hú dàqiáo ; litt. « Pont du lac Dongting à Yueyang ») est un pont à haubans qui traverse le lac Dongting, dans le nord du Hunan, en Chine. Le pont a été achevé en 1999 pour un coût de  650 millions de yuans soit environ 920 millions de dollars. 
Le pont du Lac Dongting comprend des amortisseurs de câble que l'utilisation du fluide magnéto qui ont la capacité de changer la viscosité en réponse à un champ électromagnétique,. Le pont comporte quatre voies de circulation, deux voies dans chaque direction.
Il possède trois pylônes pour deux travées centrale de 310 m et deux travées latérale de 130 m[réf. nécessaire].
Le lac Dongting est traversé par deux autres ponts : un pont suspendu autoroutier ouvert à la circulation le 1er février 2018 et un pont ferroviaire à haubans officiellement ouvert au trafic le 28 septembre 2019.

## Sources et références
1. ↑  (en) « MR damping system on Dongting Lake cable-stayed bridge (abstract) », sur Cat.inist.fr (consulté le 30 juin 2010).
2. ↑  (zh) « 洞庭湖开建世界级悬索桥 主跨1480米-路桥市政新闻-筑龙路桥市政论坛 » [« Construction d'un pont suspendu de classe mondiale sur le lac Dongting avec une travée principale de 1480 mètres »], sur bbs.zhulong.com,‎ 29 juillet 2013 (consulté le 13 mai 2021).
3. ↑  (en) « Magneto-Rheological (MR) Fluid - cable-stayed bridges », sur Lord.com (consulté le 30 juin 2010).
4. ↑  (en) « Amazing Magnetic Fluids », sur Science.nasa.gov (consulté le 30 juin 2010).
5. ↑  (zh) « 世界桥梁建设的“超级工程”杭瑞洞庭大桥通车 » [« Le pont Hangrui Dongting, un "super projet" dans la construction de ponts dans le monde, s'ouvre à la circulation »], sur hunan.ifeng.com,‎ 1er février 2018 (consulté le 13 mai 2021).
6. ↑  (zh) « 浩吉铁路洞庭湖大桥、荆州公铁两用大桥投入运营_手机搜狐网 » [« Le pont du lac Dongting sur le chemin de fer de Haoji et le pont route-rail de Jingzhou ont été mis en service »], sur m.sohu.com,‎ 29 septembre 2019 (consulté le 13 mai 2021).